# Xhafzotaj
Xhafzotaj è una frazione del comune di Shijak in Albania (prefettura di Durazzo).
Fino alla riforma amministrativa del 2015 era comune autonomo, dopo la riforma è stato accorpato, insieme agli ex-comuni di Gjepalaj, Maminas e Shijak  a costituire la municipalità di Shijak.

## Località
Il comune era formato dall'insieme delle seguenti località:
- Xhafzotaj
- Pjezë
- Rreth
- Sallmone
- Koxhas
- Borake
- Guza